# سیارک ۶۳۵۲
سیارک ۶۳۵۲ (به انگلیسی: 6352 Schlaun، نامگذاری:2400T-3) شش هزار و سیصد و پنجاه و دومین سیارک کشف شده‌است که در ۱۶ اکتبر ۱۹۷۷ کشف شد.
قدر مطلق سیارک برابر ۱۳٫۸۰ است.